# ビトリア＝ガステイス
ビトリア（カスティーリャ語：Vitoria, [biˈtoɾja]）またはガステイス（バスク語: Gasteiz, [ɡas̺teis̻]）は、スペイン・バスク州の州都であり、アラバ県の県都でもある。2言語の名称をハイフンでつなげたVitoria-Gasteiz（ビトリア＝ガステイス）が正式名称であり、バスク自治州議会やバスク自治州政府はビトリア＝ガステイスに置かれている。2012年の人口は242,223人であり、バスク州内ではビスカヤ県のビルバオに次いで人口が多い。住民の呼称はビトリアーノス(vitorianos)もしくはガステイスタラク(gasteiztarrak)であるが、伝統的にはババソロス（babazorros、バスク語で「豆を食べる奴」）と呼ばれた。2012年の欧州グリーン首都に選出された。

## 歴史

### 中世

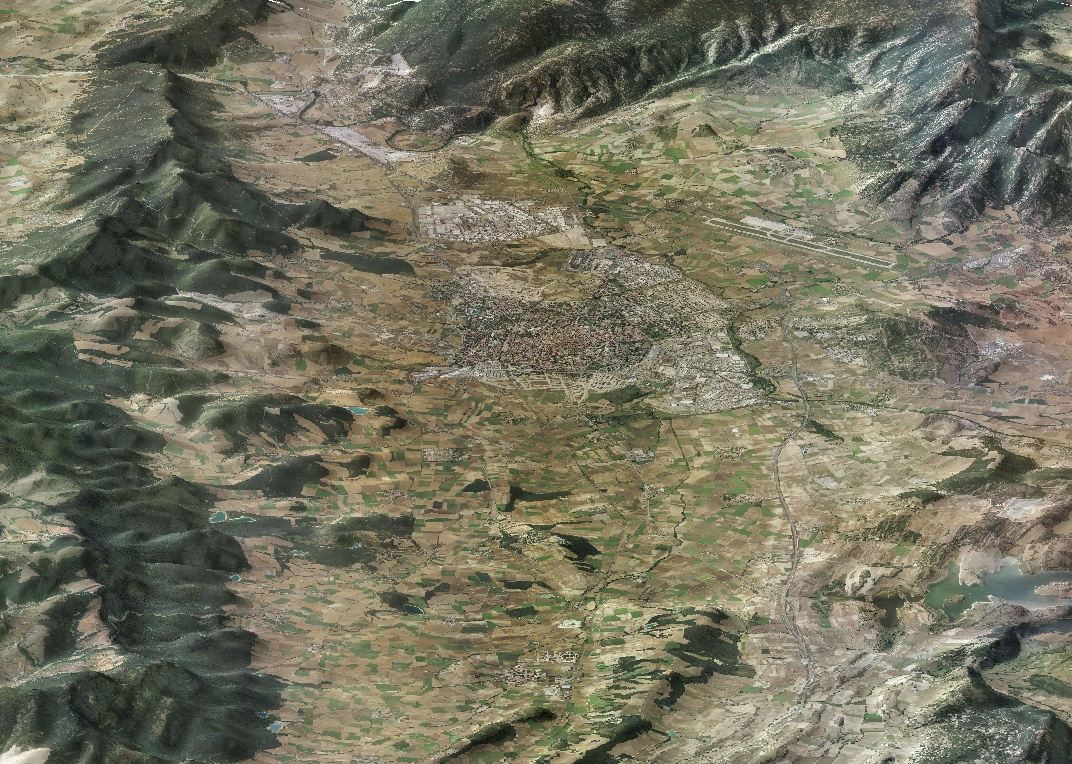
アラバ盆地の鳥瞰図（右辺が北）

今日のビトリア＝ガステイスに相当する場所に、古代の集落としてガステイスがあった。581年、西ゴート族のレオウィギルドゥス王はヴァスコン人に対する勝利を祝し、ヴィクトリアクム (Victoriacum) という町を建設した。ヴィクトリアクムの場所はガステイスの集落があった丘だとされているが定かではなく、イルーニャ＝ベレイアがあった場所やゴルベア山麓であるとする歴史家や専門家もいる。中世のガステイスの市街地はアーモンドの種子のような形状をしており、アラバ盆地唯一の丘であるために特権的な地位を与えられた。1050年から1100年の間に防壁が建設され、11世紀と12世紀にはナバーラ王とカスティーリャ王による戦いの際に守備拠点となった。
1181年、ナバーラ王国のサンチョ6世（賢王）はガステイスの集落があった丘の上に防御基地としてヌエバ・ビクトリア(Nueva Victoria)という町を建設し、この年が今日のビトリアの建設年とされている。1199年、ヌエバ・ビクトリアはカスティーリャのアルフォンソ8世の部隊に奪われ、カスティーリャ王国に併合された。ヌエバ・ビクトリアは次第に拡大し、1431年にはフアン2世から「市」の称号を得た。サハサラ、ミランダ・デ・エブロ、パンコルボ、サルバティエーラと共に、1463年にはアラバ組合の5つの町の1つとなった。

### 近世

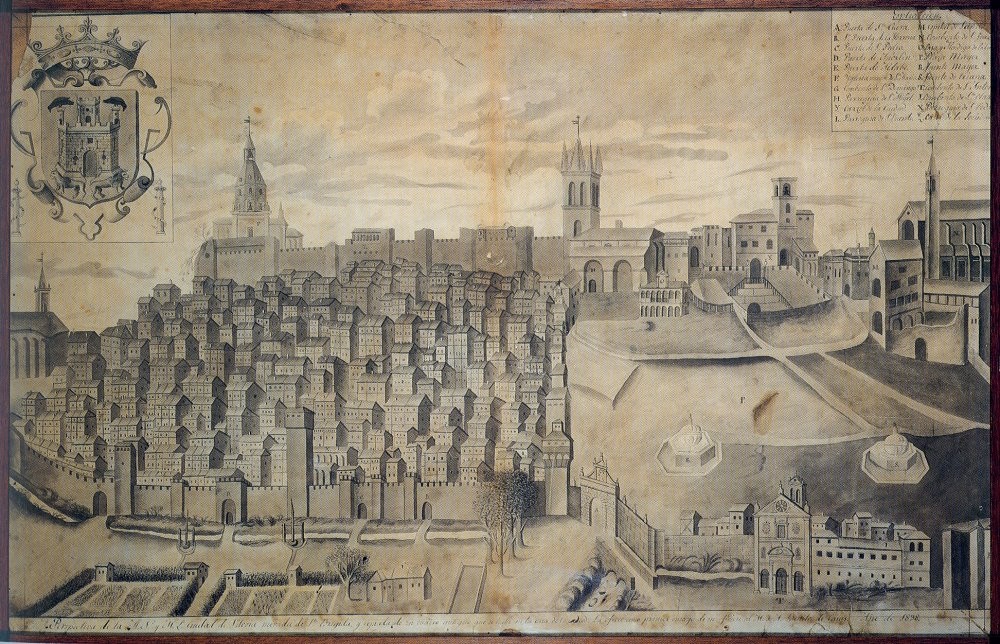
17世紀のビトリア＝ガステイス

スペイン独立戦争中の1813年6月21日、町に近いサドーラ川沿いでビトリアの戦いが起こった。イギリス・ポルトガル・スペインが連合を組み、初代ウェリントン侯爵アーサー・ウェルズリーが率いる連合軍は、ジョセフ・ボナパルトとジャン＝バティスト・ジュールダンが率いるフランス軍を破った。連合軍の勝利によってフランスのスペイン支配は終焉し、ビトリアの中心部にあるビルヘン・ブランカ広場には、ビトリアの戦いの記念碑「独立への記念碑」が建てられている。1813年中には勝利を祝ってヨハン・ネポムク・メルツェルがルートヴィヒ・ヴァン・ベートーヴェンに交響曲の作曲を委嘱し、10月に交響曲が完成。『ウェリントンの勝利またはビトリアの戦い』や『戦争交響曲』という名で知られ、12月8日にウィーンで初演された。1854年から1856年にはコレラが流行し、運送屋通り（ナンクラレス家の拠点）や靴屋通り（ソト家の拠点）や鍛冶屋通り（アベンダーニョ家の拠点）などの入口にあり町内会の保護に役立っていた門が取り除かれるきっかけとなった。
1843年にはビトリアに中等教育機関が設立され、1853年-54年度に授業を開始した。この機関はかつてサンタ・クララ修道院だった場所を利用しており、現在のこの場所にはバスク自治州議会がある。1868年のスペイン名誉革命をきっかけとして、1869年には学生が自主的に運営する自由大学が開校したものの、第2次カルリスタ戦争の勃発が理由で1873年-74年の年度開始前に活動を停止した。学部長はリカルド・ベセーロ・デ・ベンゴア、フリアン・アプライス、フェデリコ・バライバルなどだった。バライバルは偉大なギリシア文学者として知られており、ビトリアにおける初のバスク語教師として課外授業を行った。中世から18世紀まで、ビトリアの人口や通りのレイアウトにはほとんど変化がなく、現在でもアーモンド型の旧市街にはベンダーニャ宮殿、フルニエ・トランプ博物館、エスコリアサ＝エスキベル宮殿、サンタ・マリア大聖堂（旧カテドラル）など多くの歴史的建造物が残されているが、19世紀には市街地が狭く感じられるようになり、新古典主義での都市の拡張が行われた。

### 現代

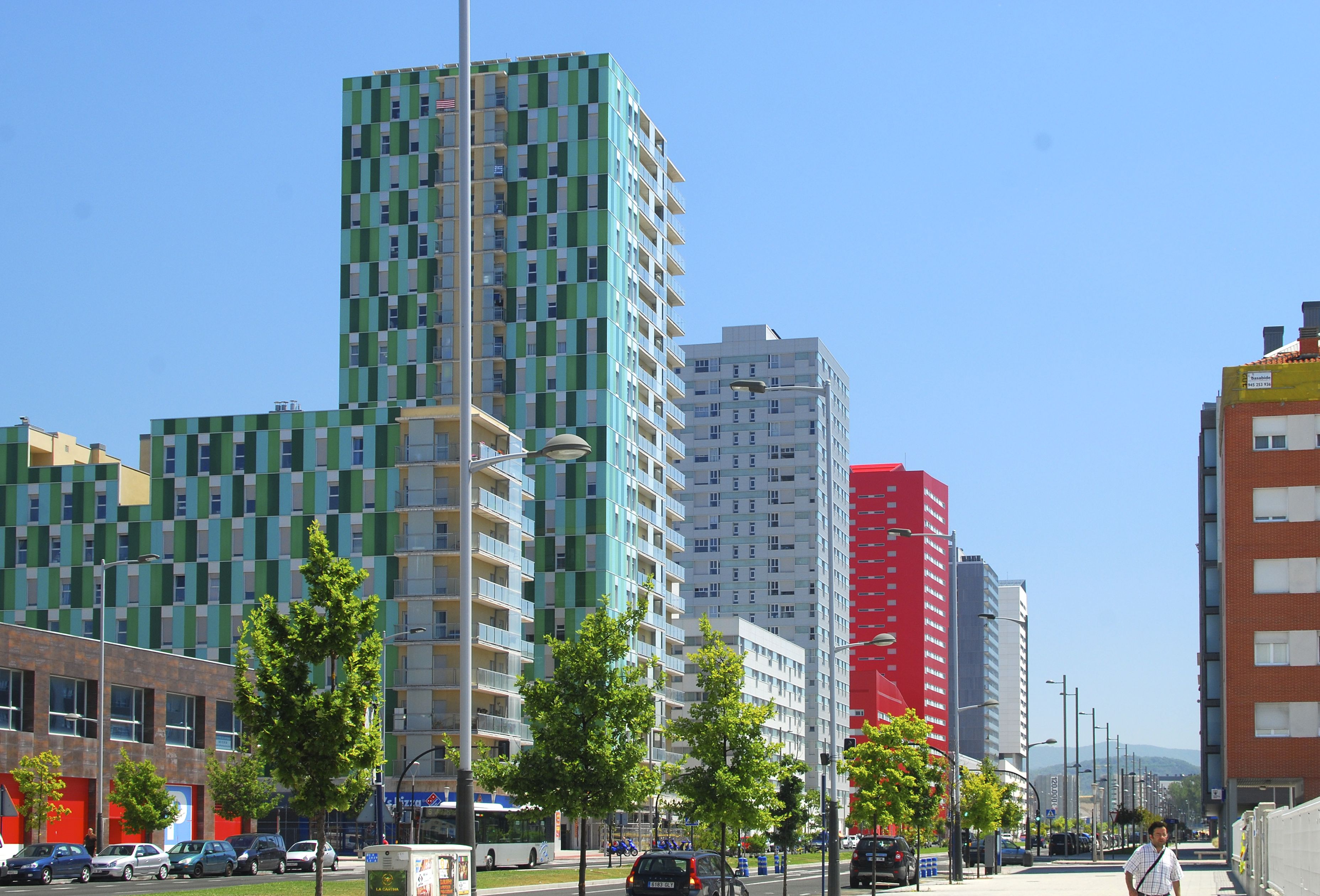
現在のビトリア＝ガステイスの並木道

民政移管期の1976年3月3日にはストライキ運動中の労働者と警官隊が衝突し、サン・フランシスコ・デ・アシス教会でいわゆるビトリア事件(Sucesos de Vitoria)が起こった。内務大臣のマヌエル・フラガの命により、デモ行為として労働者が立てこもっていた教会内に向けて警官隊が銃を乱射し、5人が死亡して100人以上が負傷した。1980年5月20日にはバスク自治州議会がビトリア＝ガステイスに州政府機関を置くことを決定し、ビトリア＝ガステイスは事実上の州都となった。
1990年代のビトリア＝ガステイスにはスプロール現象が見られ、砂利採取場やごみ処理場などの荒廃した場所が無秩序に広がるようになった。このため、1995年にはヨーロッパの他都市に先駆けてオールボルグ憲章に署名し、持続可能な開発に率先して取り組んできた。2009年には二酸化炭素の削減を奨励するために設立された欧州市長誓約に署名し、持続可能なエネルギー社会を目指すENNEREGプロジェクトのパイオニアとなる12都市のひとつに選出された。ソフト面での政策遂行に加え、ハード面では公園、ラムサール条約に登録された湿地、河川などの緑地をつなげたグリーンベルトの拡大に取り組んだ。公共空間における高い緑地比率、生物多様性や生態系への貢献、自治体の緑化政策などが評価され、2012年には欧州グリーン首都に選ばれた。ビトリア＝ガステイスでは全市民が公園や緑地などの緑化地帯から300 m以内に住んでおり、自転車道の総延長は90 kmに達する。2014年にはスペインホテル連盟とスペイン観光ジャーナリスト連盟によってスペイン・ガストロノミー首都（美食文化首都）に選出された。

## 人口
| ビトリア＝ガステイスの人口推移 1900－2010               |
|                                                         |
| 出典:INE（スペイン国立統計局）1900年 - 1991年、1996年 - |

## 経済
ビトリア＝ガステイスには自動車のダイムラー（自動車）、ミシュラン（タイヤ）、シーメンスガメサ・リニューアブル・エナジー（エネルギー）など多くのメーカーが工場を構えており、トランプ製造企業のエラクリオ・フルニエは本社を置いている。

## 気候
| フォロンダ＝チョキサ (1971-2000)の気候 | フォロンダ＝チョキサ (1971-2000)の気候 | フォロンダ＝チョキサ (1971-2000)の気候 | フォロンダ＝チョキサ (1971-2000)の気候 | フォロンダ＝チョキサ (1971-2000)の気候 | フォロンダ＝チョキサ (1971-2000)の気候 | フォロンダ＝チョキサ (1971-2000)の気候 | フォロンダ＝チョキサ (1971-2000)の気候 | フォロンダ＝チョキサ (1971-2000)の気候 | フォロンダ＝チョキサ (1971-2000)の気候 | フォロンダ＝チョキサ (1971-2000)の気候 | フォロンダ＝チョキサ (1971-2000)の気候 | フォロンダ＝チョキサ (1971-2000)の気候 | フォロンダ＝チョキサ (1971-2000)の気候 |
| 月                                     | 1月                                    | 2月                                    | 3月                                    | 4月                                    | 5月                                    | 6月                                    | 7月                                    | 8月                                    | 9月                                    | 10月                                   | 11月                                   | 12月                                   | 年                                     |
| -------------------------------------- | -------------------------------------- | -------------------------------------- | -------------------------------------- | -------------------------------------- | -------------------------------------- | -------------------------------------- | -------------------------------------- | -------------------------------------- | -------------------------------------- | -------------------------------------- | -------------------------------------- | -------------------------------------- | -------------------------------------- |
| 最高気温記録 °C （°F）                 | 18.7 (65.7)                            | 21.5 (70.7)                            | 26.6 (79.9)                            | 29.1 (84.4)                            | 33.0 (91.4)                            | 37.4 (99.3)                            | 38.4 (101.1)                           | 40.8 (105.4)                           | 37.2 (99)                              | 29.3 (84.7)                            | 22.2 (72)                              | 20.3 (68.5)                            | 40.8 (105.4)                           |
| 平均最高気温 °C （°F）                 | 8.3 (46.9)                             | 10.5 (50.9)                            | 13.3 (55.9)                            | 14.5 (58.1)                            | 18.7 (65.7)                            | 22.0 (71.6)                            | 25.3 (77.5)                            | 25.7 (78.3)                            | 23.2 (73.8)                            | 17.5 (63.5)                            | 12.1 (53.8)                            | 9.0 (48.2)                             | 16.8 (62.2)                            |
| 日平均気温 °C （°F）                   | 4.7 (40.5)                             | 5.9 (42.6)                             | 7.9 (46.2)                             | 9.2 (48.6)                             | 12.9 (55.2)                            | 15.9 (60.6)                            | 18.7 (65.7)                            | 19.1 (66.4)                            | 16.6 (61.9)                            | 12.4 (54.3)                            | 7.9 (46.2)                             | 5.6 (42.1)                             | 11.5 (52.7)                            |
| 平均最低気温 °C （°F）                 | 1.0 (33.8)                             | 1.4 (34.5)                             | 2.4 (36.3)                             | 3.9 (39)                               | 7.1 (44.8)                             | 9.8 (49.6)                             | 12.1 (53.8)                            | 12.5 (54.5)                            | 10.1 (50.2)                            | 7.2 (45)                               | 3.6 (38.5)                             | 2.2 (36)                               | 6.1 (43)                               |
| 最低気温記録 °C （°F）                 | −17.8 (0)                              | −15.4 (4.3)                            | −9.2 (15.4)                            | −3.8 (25.2)                            | −2.2 (28)                              | 1.0 (33.8)                             | 3.2 (37.8)                             | 0.8 (33.4)                             | 0.2 (32.4)                             | −2.7 (27.1)                            | −9.4 (15.1)                            | −11.5 (11.3)                           | −17.8 (0)                              |
| 降水量 mm （inch）                     | 76 (2.99)                              | 65 (2.56)                              | 61 (2.4)                               | 86 (3.39)                              | 70 (2.76)                              | 51 (2.01)                              | 43 (1.69)                              | 45 (1.77)                              | 42 (1.65)                              | 74 (2.91)                              | 89 (3.5)                               | 80 (3.15)                              | 779 (30.67)                            |
| 平均降水日数 （≥1 mm）                 | 10                                     | 10                                     | 9                                      | 12                                     | 10                                     | 6                                      | 5                                      | 5                                      | 6                                      | 9                                      | 10                                     | 11                                     | 103                                    |
| 平均降雪日数                           | 3                                      | 3                                      | 2                                      | 2                                      | 0                                      | 0                                      | 0                                      | 0                                      | 0                                      | 0                                      | 1                                      | 1                                      | 11                                     |
| % 湿度                                 | 83                                     | 79                                     | 73                                     | 72                                     | 71                                     | 71                                     | 71                                     | 71                                     | 71                                     | 77                                     | 82                                     | 84                                     | 75                                     |
| 平均月間日照時間                       | 82                                     | 106                                    | 145                                    | 154                                    | 182                                    | 207                                    | 239                                    | 221                                    | 178                                    | 137                                    | 95                                     | 73                                     | 1,830                                  |
| 出典：Agencia Estatal de Meterología   |                                        |                                        |                                        |                                        |                                        |                                        |                                        |                                        |                                        |                                        |                                        |                                        |                                        |

## 政治
2011年5月22日の自治体選挙の結果、自治体首長にバスク国民党のハビエル・イグナシオ・マロート・アランサバルが就任した。自治体評議員はバスク国民党が9人、バスク民族主義党(EAJ-PNV)が6人、バスク社会党(PSE-EE)が6人、ビルドゥが6人となった。バスク州の他地域ではバスク民族主義党などの民族主義政党の勢力が大きいが、ビトリア＝ガステイスはスペイン国会と同じく二大政党制であると言われ、バスク国民党（国民党のバスク支部）とバスク社会党（スペイン社会労働党のバスク支部）の影響力が大きい。
| 1999年6月13日自治体選挙 |        |        |          |
| 政党                    | 得票数 | 得票率 | 獲得議席 |
| PP                      | 34,847 | 30.80% | 9        |
| EAJ-PNV/EA              | 27,760 | 24.54% | 7        |
| PSE-EE                  | 21,069 | 18.62% | 5        |
| EH                      | 13,088 | 11.57% | 3        |
| UA                      | 8,484  | 7.50%  | 2        |
| IU-EB                   | 5,808  | 5.13%  | 1        |
| PH                      | 437    | 0.39%  | 0        |

| 2003年5月25日自治体選挙 |        |        |          |
| 政党                    | 得票数 | 得票率 | 獲得議席 |
| PP                      | 38,222 | 30.47% | 9        |
| EAJ-PNV/EA              | 36,855 | 29.38% | 9        |
| PSE-EE                  | 30,033 | 23.94% | 7        |
| EB-IU                   | 10,058 | 8.02%  | 2        |
| UA                      | 5,667  | 4.52%  | 0        |
| ARALAR                  | 2,283  | 1.82%  | 0        |
| PH                      | 553    | 0.44%  | 0        |
| FEI-FE 2000             | 54     | 0.04%  | 0        |
| FE                      | 49     | 0.04%  | 0        |

| 2007年5月27日自治体選挙 |        |        |          |
| 政党                    | 得票数 | 得票率 | 獲得議席 |
| PSE-EE/PSOE             | 33,855 | 31.37% | 9        |
| PP                      | 32,101 | 29.74% | 9        |
| EAJ-PNV                 | 23,622 | 21.89% | 6        |
| EB-B/A                  | 8,062  | 7.47%  | 2        |
| EA                      | 6,046  | 5.60%  | 1        |
| PACMA                   | 860    | 0.80%  | 0        |
| その他                  | 1,502  | 1.38%  | 0        |

| 2011年5月22日自治体選挙 |        |        |          |
| 政党                    | 得票数 | 得票率 | 獲得議席 |
| PP                      | 32,300 | 29.19% | 9        |
| EAJ-PNV                 | 21,143 | 19.11% | 6        |
| PSE-EE                  | 20,727 | 18.73% | 6        |
| BILDU                   | 19,677 | 18.78% | 6        |
| EB-B                    | 4,916  | 4.44%  | 0        |
| ARALAR                  | 2,571  | 2.32%  | 0        |
| UPyD                    | 2,522  | 2.28%  | 0        |
| B-LV                    | 1,483  | 1.34%  | 2        |
| その他                  | 2,247  | 2.03%  | 0        |

### 司法行政
ビトリア＝ガステイスはビトリア＝ガステイス司法管轄区に属し、同管轄区の中心自治体である。

## 名所
旧市街とその周辺

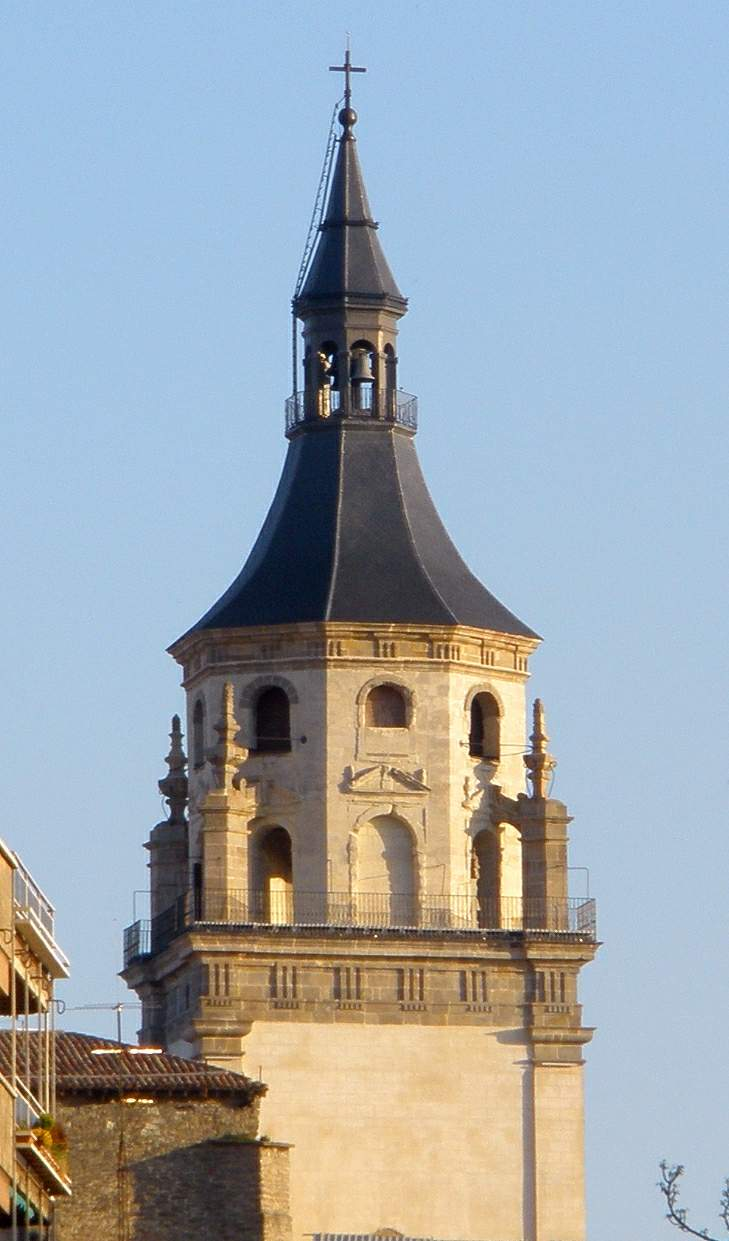
サンタ・マリア大聖堂

- フロリダ公園 - 新カテドラルは、ここに立地する。

その他の地区
- ビトリア＝ガステイス美術館 - ルネサンス建築の邸宅にある。14世紀の彫刻、16世紀にフランドル地方で書かれた三連祭壇画、ホセ・デ・リベーラなどスペイン人画家や現代のスペイン人画家の作品などが展示されている。
- アラバ武器博物館 – 先史時代の斧から20世紀の拳銃まで、様々な時代の武器を展示している。中世の武器とビトリアの戦いを再現した大規模なコレクションを持つ。
- アラバ教区宗教美術博物館 - アラバ県の宗教美術遺産が所蔵されており、内部は石彫作品、木彫作品、板絵、キャンバス絵、装飾品、典礼用調度品などのセクションに分けられている。
- カルメン教会 - 1897年から1900年に建てられた新古典主義建築の教会。
- コンベント・デ・サン・アントニオ – 17世紀からクラレス女子修道院。
- サンタ・クルス修道院。17世紀のドミニカ女子修道院。
- コレヒオ・デ・サン・プルデンシオ – 16世紀から17世紀にはホスピスとして使用された。
- アフリア邸 – 1980年以来バスク自治州政府首班（レンダカリ）の公邸として使用されている。1918年に地元実業家のセラフィン・アフリアの住居として建てられ、その時代のバスク建築の典型である。
- サン・プルデンシオ・バシリカ - オリジナルは12世紀に建てられ、18世紀に再建された。異なる時代や芸術家の彫刻作品を所有する。ビトリア＝ガステイス市街地に吸収されたアルメンディアにある。
- エスティバリスの聖母のロマネスク礼拝堂 – 11世紀に遡り、ビトリア＝ガステイスから8kmの距離にあるアルガンドーニャにある。

## 交通

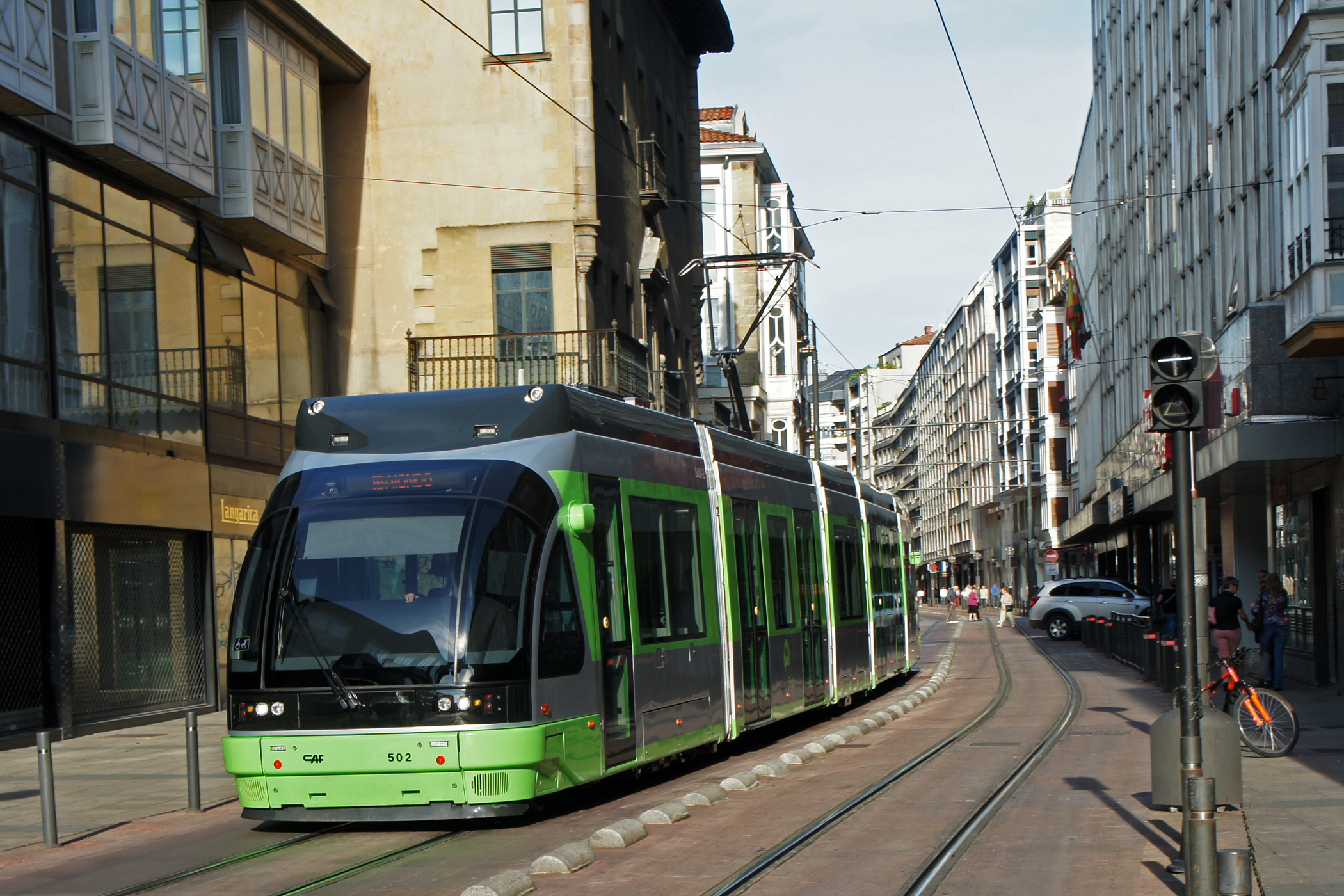
ビトリア＝ガステイス・トラム

### 道路
ビトリア＝ガステイスはビスカヤ県の県都ビルバオとマドリード、ギプスコア県の県都サン・セバスティアンとマドリードの中継地点であり、高速道路のA-1号線とN-1号線が通っている。A-1号線はマドリードからカスティーリャ・イ・レオン州ブルゴスやビトリア＝ガステイスを通ってサン・セバスティアンに至っており、N-1号線はマドリードとギプスコア県イルンを結んでおり、N-620号線はビトリアとアルトゥベを結んでおり、AP-68号線はカスティーリャ・イ・レオン州ログローニョとビルバオを結んでいる。2009年にはビトリアとギプスコア県エイバルを結ぶAP-1号線が開通した。

### 鉄道
首都マドリードとギプスコア県イルンを結ぶ路線がビトリア＝ガステイスを経由しており、ビトリア駅は路線の最重要駅のひとつである。アルビアは約4時間40分でマドリードとビトリア＝ガステイスを結んでおり、1日6往復が運行される。マドリード-バリャドリッド高速線でバリャドリッドを経由した場合は約3時間50分である。カスティーリャ・イ・レオン州、ガリシア州、カタルーニャ州、バレンシア州、アストゥリアス州、ポルトガルのリスボン、フランスのパリなどを相互に結ぶ列車の重要な経由地でもある。アンダルシア州に直通する列車がないこと、ビルバオへのアクセスが不便なことが課題である。
北東のアンダイエ（フランス）、南東のパンプローナ、南西のビトリア＝ガステイス、北西のビルバオを「X」字状につなぐ高速鉄道が建設中であり、その一部はバスク州の3県都を「Y」字状につなぐバスクYとして運行される。これらの高速鉄道は2016年に開通する予定であるが、生態学者や左翼民族主義者などは建設に対して強い反対運動を展開し、また財政的な緊張状態もあって未来が不確かなものとなっている。
2008年にはビトリア＝ガステイス・トラムが運行を開始した。ビルバオに次いでバスク州で2番目に開通したトラムであり、「Y」字状に建設された2路線は、郊外では専用軌道を、市街地中心部では併用軌道を走行している。トラムの開通に加えてバス路線の見直し、自転車道の整備、自動車使用抑制のための駐車料金の増額などの取り組みが評価され、ビトリア＝ガステイスの交通政策は国際連合の「住環境整備のための最優良事例」に選ばれている。

### 航空
市街地中心部から8 kmの距離にビトリア空港があるが、旅客便の運航本数は少なく貨物便が中心であり、スペインで4番目に貨物取扱量が多い空港である。2014年10月にはイベリア航空がバスク地方から初めて大西洋を横断するニューヨーク便を設定した。

## 教育
ビルバオに本部があるバスク大学(UPV/EHU)はバスク州の3県都それぞれにキャンパスを持ち、ビトリア＝ガステイスのビトリア駅南側には一般教養課程を学ぶアラバ・キャンパスがある。歴史学や言語学がアラバ・キャンパスの中心的な専攻であり、その他にも薬学・工学・教育学・経営学などの専攻が置かれている。このキャンパスは1847年に設立されたアラバ師範学校に起源をもつ。1978年に様々な専攻が設立され、1980年に単独の大学であるバスク大学が成立した。

## 文化

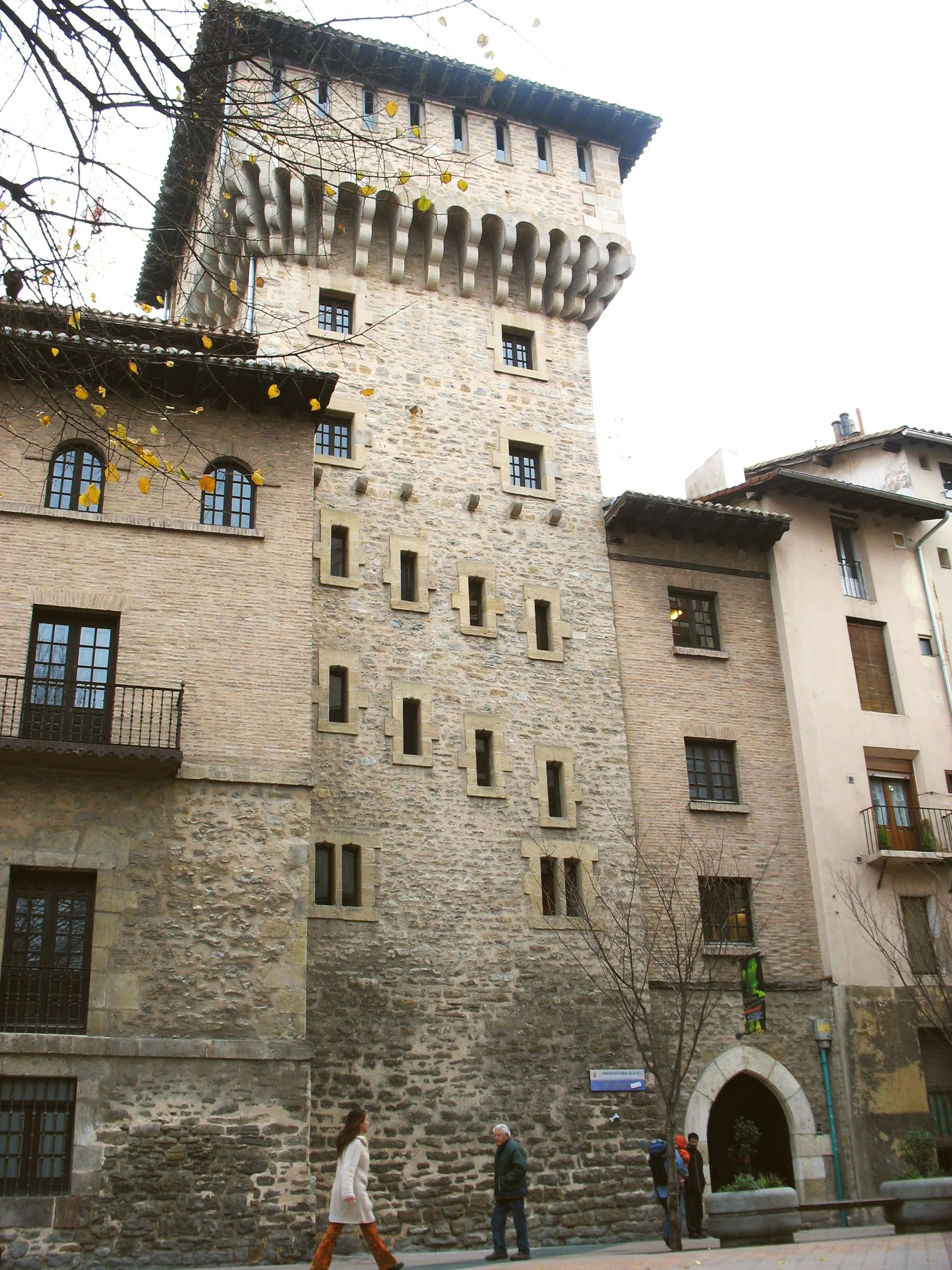
ドニャ・オチャンダの塔

### 名所
パルテ・ビエハと呼ばれるビトリア＝ガステイスの旧市街は丘の上にある。11世紀に築かれた城壁の一部を利用して14世紀に建てられたゴシック建築のサンタ・マリア大聖堂、15世紀に建てられたコルドン邸、16世紀に建てられた考古学博物館、中に自然科学博物館が入っているドニャ・オチャンダの塔などの古い建物が残っている。旧市街の南に19世紀に作られた拡張区域には、ビルヘン・ブランカ広場（ビルヘン・ブランカ祭が開かれる場所）、サン・ミゲル教会、ロス・アルキージョス（アーケード）、スペイン広場（日曜の朝に市が開かれる）などがある。さらに南には、屋敷が立ち並ぶフライ・フランシスコ道路があり、沿道にはバスク自治州政府首班（レンダカリ）の公邸であるアフリア邸、ビトリア＝ガステイス美術館、アラバ武器博物館などの公共施設がある。

### 観光
1984年にはフルニエ・トランプ博物館がスペインの文化遺産(Bien de Interes Cultural)に登録され、トランプの保存・展示・研究を行う博物館として開館した。歴史博物館に隣接しており、年間入場者数は約40,000人。開館時には3,000枚以上のコレクションがあったが、2012年には20,000人以上からの寄付などを受けてコレクションを拡張した。インドや中国のトランプ、日本の百人一首なども所蔵しており、世界のカードゲーム全般に関するコレクションを有している。
バスク現代美術館（アルティウム）は2002年4月26日に開館した現代美術の美術館である。設計は建築家のホセ・ルイス・カトンで、ディレクターはダニエル・カスティジェホ。アラバ県議会が主導して建設し、所蔵作品の多くやその建物の所有者はアラバ県議会である。バスク人を中心としたスペイン人芸術家の作品約3,000点を所蔵しており、絵画、彫刻、オブジェなどを鑑賞できる。

### 音楽祭
ビトリア＝ガステイスでは、毎年夏にジャンルの異なる3つの国際的な音楽祭が開催されている。1977年に初開催されたビトリア＝ガステイス・ジャズフェスティバル、ビトリア＝ガステイス国際音楽祭、2002年に初開催されたアスケナ・ロックフェスティバル(ARF)である。
ビトリア＝ガステイス・ジャズフェスティバルは毎年7月に開催され、バスク語での名称はガステイスコ・ジャサルディア。1977年の初開催当時の開催期間は2日間だった。1981年にはオスカー・ピーターソン、マディ・ウォーターズなどのアーティストが参加し、その後はエラ・フィッツジェラルド、ディジー・ガレスピー、スタン・ゲッツ、サラ・ヴォーン、ジャコ・パストリアスなどが参加している。1995年には開催期間が2日間から1週間に変更され、開催場所がスポーツ・メンディソロツァに変更された。1999年の第14回には「21世紀のジャズ」と題した連続イベントがスペインで開催され、ゴンサロ・ルバルカバ、ホープ・スパルディング、トーマス・チャピン、エスビョルン・スヴェンソンなどが参加した。同じバスク州ではサン・セバスティアンでも7月にサン・セバスティアン国際ジャズフェスティバルが開催されている。
伝統的な祭礼としては1884年に初開催されたビルヘン・ブランカ祭があり、毎年8月4日から8月9日に町の守護聖人を称えるために開催される。

### スポーツ
サッカー
ビトリア＝ガステイス最大のサッカークラブはデポルティーボ・アラベスである。エスタディオ・メンディソロツァをホームスタジアムとするデポルティーボ・アラベスは1930年代、1950年代、1990年代末から2000年代前半にプリメーラ・ディビシオン（1部）に所属したことがあり、2000-01シーズンにはUEFAカップで準優勝した。ビトリア＝ガステイス出身のサッカー選手には、スペイン代表として126試合に出場したアンドニ・スビサレッタ、アンドラ共和国代表キャプテンを務めたコルド・アルバレス、UEFAチャンピオンズリーグで3度優勝したアイトール・カランカなどがいる。
バスケットボール
ビトリア＝ガステイスのバスケットボールクラブにはリーガACB（1部）に所属するサスキ・バスコニアがある。ACBでは1回優勝、コパ・デル・レイでは5回優勝、ULEBユーロリーグでは準優勝1回・3位1回の強豪クラブである。ホームアリーナのフェルナンド・ブエサ・アレナは2010年にULEBユーロカップ決勝を開催し、コパ・デル・レイのファイナルステージを過去4度開催している。長くサスキ・バスコニアでプレーしたパブロ・ラソは選手引退後に指導者となり、レアル・マドリードを率いてACBで1度優勝し、コパ・デル・レイで2度優勝した。
その他スポーツ
2012年にはCDイエロ・ビポロというホッケークラブが設立されてリーガ・ナシオナル（全国リーグ）に参加した。イエロ・ビポロは設立初年度の2012-13シーズンにリーガ・ナシオナルで初優勝し、2013-14シーズンには2連覇を達成。2014年にはIIHFコンチネンタルカップ（ヨーロッパカップ）に出場した。
ビトリア＝ガステイス出身のスポーツ選手には、夏季オリンピックに4度出場した新体操選手のアルムデナ・シド、世界で6人目の8,000m峰全14座登頂者となった登山家のフアニート・オヤルサバル、ジロ・デ・イタリアとブエルタ・ア・エスパーニャで総合2位を獲得した自転車競技選手のフランシスコ・ガルドス、2002年の世界選手権個人タイムトライアルで3位となったイゴル・ゴンサレス・デ・ガルデアノなどがいる。

## 出身人物
- ミゲル・リカルド・デ・アラバ・イ・エスキベル – 軍人。19世紀前半の将軍・指導者。
- ルイス・オルガス – 軍人。
- イグナシオ・イダルゴ・デ・シスネロス – 軍人。スペイン空軍司令官。
- ペロ・ロペス・デ・アジャラ – 14世紀の指導者・歴史家・詩人・編年史家。
- ラミロ・デ・マエストゥ – 政治理論家・ジャーナリスト・批評家。98年世代のひとり。
- エルネスティーナ・デ・チャンポウルシン – 詩人。27年世代のひとり。
- アントニオ・イバニェス – 政治家。スペイン内務大臣（1979年-1980年）。
- マリア・デ・マエストゥ・ウィットネイ – 教育者・フェミニスト。
- ヘスース・グリーディ – 作曲家。
- フアンホ・メナ – 指揮者。
- アレックス・ウバゴ – シンガーソングライター。
- フスト・アントニオ・デ・オラギベル – 建築家。作品は「スペイン広場」など。
- フアンマ・バホ・ウジョア – 映画監督。
- カラ・エレハルデ – 俳優。ゴヤ賞助演男優賞受賞。
- シェイラ・マルケス – モデル。
- アルムデナ・シド – 新体操選手。夏季オリンピック個人総合4度出場。
- タニア・ラマルカ - 新体操選手。アトランタ五輪団体総合金メダル。
- フアニート・オヤルサバル – 登山家。世界で6人目の8,000m峰全14座登頂者。
- フランシスコ・ガルドス - 自転車競技選手。1975年ジロ2位、1979年ブエルタ2位。
- アルカイツ・ドゥラン - 自転車競技選手。
- イゴル・ゴンサレス・デ・ガルデアノ - 自転車競技選手。2002世界選手権・ITT3位。
- コルド・フェルナンデス - 自転車競技選手。
- ホン・アベラストゥリ - 自転車競技選手。
- パブロ・ラソ – バスケットボール選手・指導者。2012-13シーズンにリーガACB最優秀監督賞。
- アンドニ・スビサレッタ – サッカー選手。スペイン代表の元最多出場記録保持者。
- アイトール・カランカ – サッカー選手。スペイン代表。
- ダビド・カランカ – サッカー選手。バスク代表。
- コルド・アルバレス – サッカー選手。アンドラ共和国代表。
- フスト・ルイス – サッカー選手。アンドラ共和国代表。
- ガイスカ・トケーロ – サッカー選手。バスク代表。
- アイトール – サッカー選手。

## 姉妹都市
| - クタイシ、ジョージア - アナハイム、アメリカ合衆国 - アングレーム、フランス - ダフラ、西サハラ | - コゴ、赤道ギニア - ヴィクトリア、アメリカ合衆国 - ヴィトーリア、ブラジル |